# 유셴구

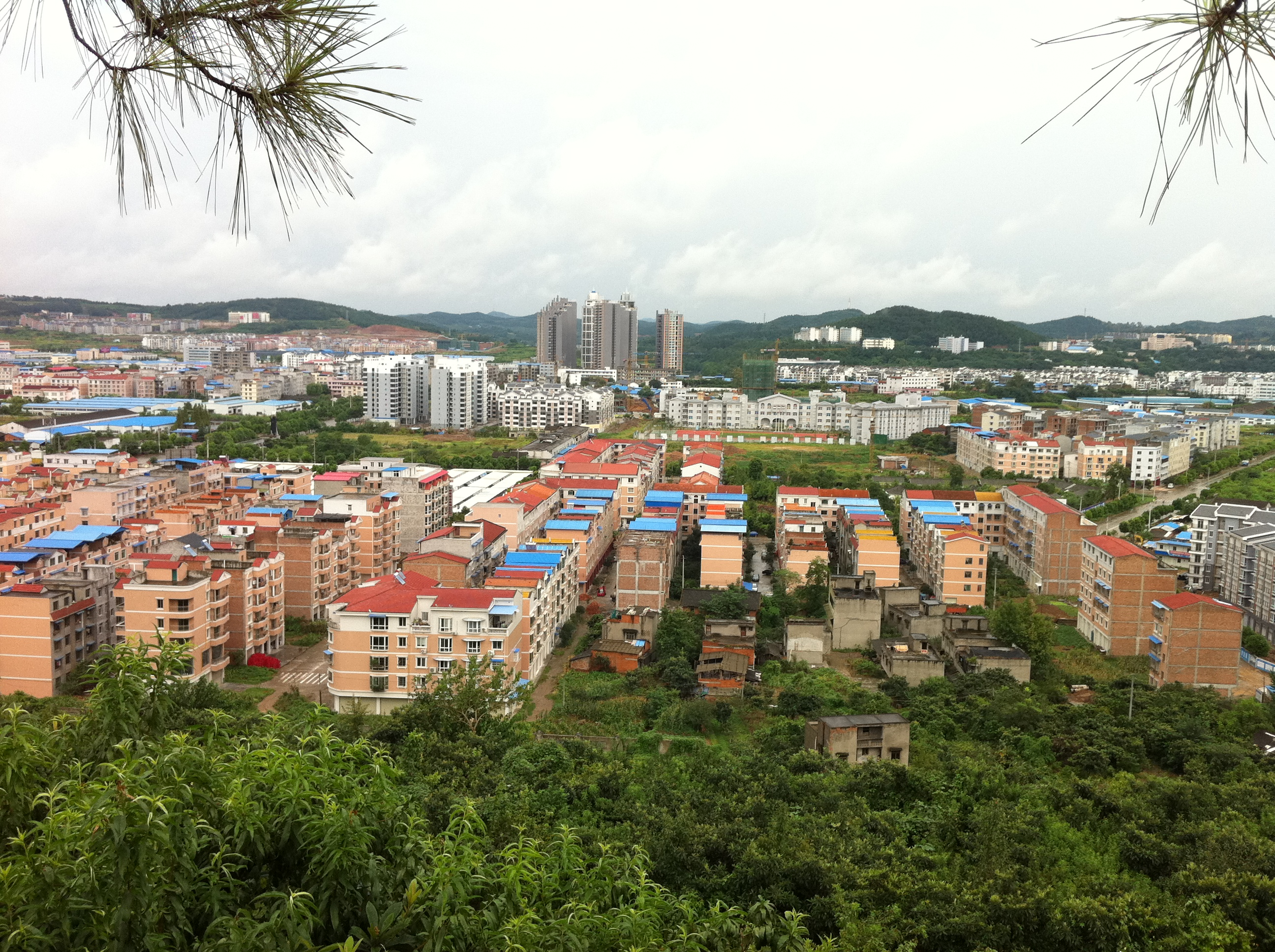

유셴구(한국어: 유선구, 중국어 간체자: 游仙区, 정체자: 遊仙區, 병음: Yóuxiān Qū)는 중화인민공화국 쓰촨성 몐양 시의 현급 행정구역이다. 넓이는 973km2이고, 인구는 2007년 기준으로 530,000명이다.

## 기후
연평균 기온은 16.3℃이고 연평균 강수량은 900mm이다.

## 행정 구역
6개 가도, 13개 진, 11개 향을 관할한다.
- 가도: 涪江街道, 富乐街道, 科学城春雷街道, 科学城松林街道, 科学城华丰街道, 三江涪街道.
- 진: 游仙镇, 石马镇, 新桥镇, 小枧沟镇, 魏城镇, 沉抗镇, 忠兴镇, 柏林镇, 徐家镇, 石板镇, 刘家镇, 玉河镇, 松垭镇.
- 향: 白蝉乡, 观太乡, 建华乡, 云凤乡, 东林乡, 太平乡, 梓绵乡, 朝真乡, 东宣乡, 街子乡, 凤凰乡.